# بيتي باكستر أندرسون
بيتي باكستر أندرسون (بالإنجليزية: Betty Baxter Anderson)‏ (10 مارس 1908 في - 17 يونيو 1966، إسكونديدو في الولايات المتحدة)؛ كاتِبة وروائية أمريكية.